# ARA Presidente Sarmiento
La fregata ARA Presidente Sarmiento è una nave museo costruita originariamente come nave scuola della Armada Argentina ed intitolata al settimo presidente argentino Domingo Faustino Sarmiento.
Dichiarata monumento nazionale nel 1962, è ormeggiata nel quartiere di Puerto Madero a Buenos Aires.

## Storia
Commissionata alla Laids Brothers di Liverpool, la nave fu costruita nel 1896 presso il cantiere Cammell Laird di Birkenhead, nel Regno Unito.
Salpo per il suo primo viaggio di addestramento il 12 gennaio 1899 giungendo il 16 luglio 1900 nel porto statunitense di Annapolis. Fino al 1939 compì 37 viaggi di addestramento in diverse parti del mondo. Ha partecipato all'apertura del Canale di Panama e all'inaugurazione della statua di José de San Martín a Boulogne-sur-Mer.
Dal 1939 in poi, la nave interruppe i suoi viaggi internazionali a causa dello scoppio della seconda guerra mondiale. In seguito, i viaggi annuali furono principalmente verso il Sud America. Nel 1961 fu messa fuori servizio e rimpiazzata come nave scuola dei cadetti argentini dall'ARA Libertad.
Dichiarata monumento storico nazionale il 18 giugno 1962, fu sottoposta ad un lungo restauro e trasformata in museo il 22 maggio 1964.